# Químico seco ABC

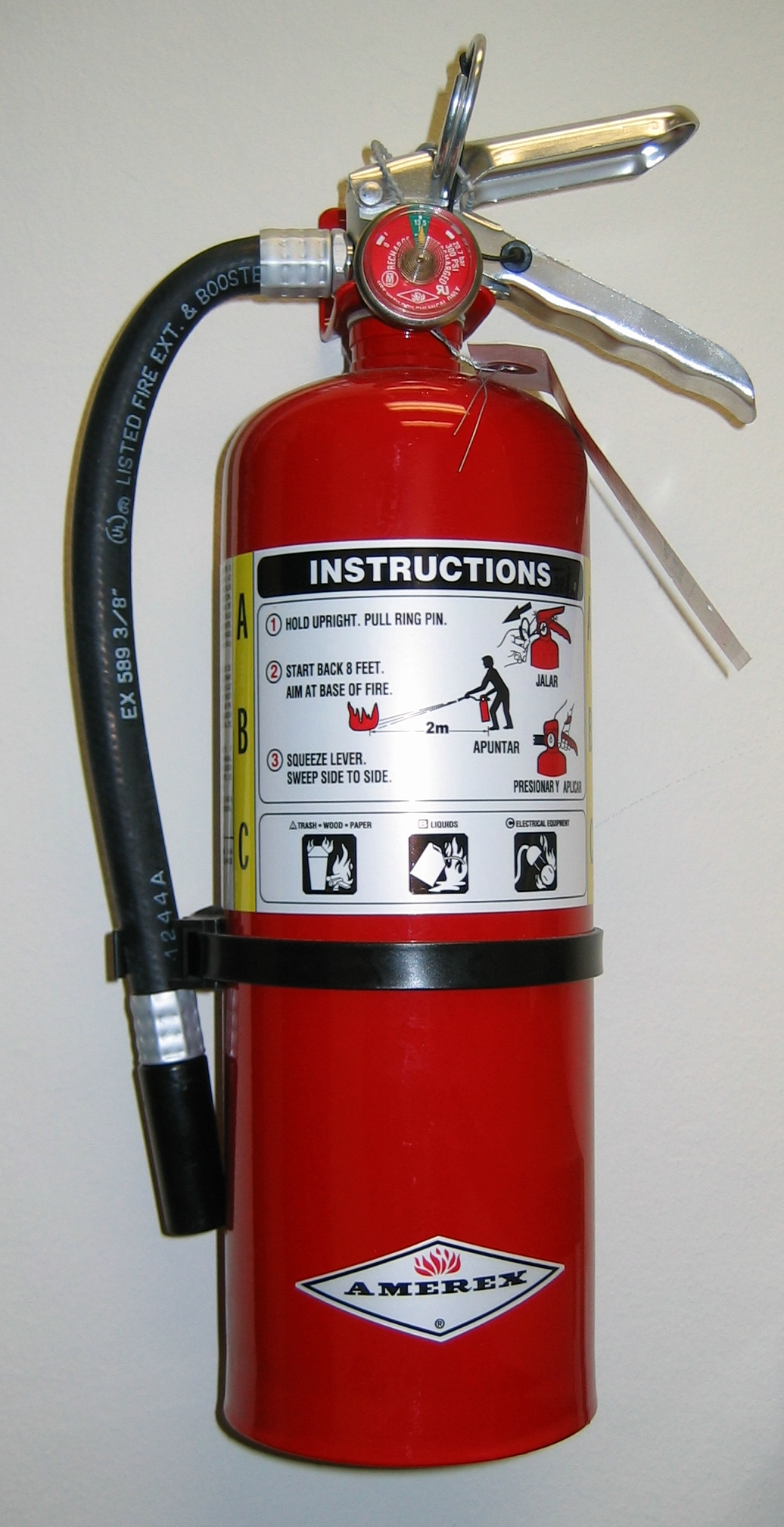
Un extintor de incendios químico seco ABC fabricado por Amerex

El fosfato monoamónico, el químico seco ABC, el polvo ABC, el químico seco de tres clases o químico seco multiusos es un agente extintor químico seco que se usa en incendios de clase A, clase B y clase C. Utiliza un polvo a base de fosfato monoamónico especialmente fluidizado y siliconado. El químico seco ABC suele ser una mezcla de fosfato monoamónico y sulfato de amonio, siendo el primero el activo. La mezcla entre los dos agentes suele ser del 40 al 60%, del 60 al 40% o del 90 al 10%, según los estándares locales en todo el mundo. El USGS utiliza una mezcla similar, llamada Phos Chek G75F.

## Usos

### Uso común
Polvo químico seco utilizado en todo tipo de incendios. Detiene la reacción en cadena sofocando. La presión puede estar contenida en el mismo extintor o es generada por cartuchos de gas almacenados dentro del cilindro. Su fuerza durará 30 segundos y puede alcanzar de 3 a 5 m.

### Sólidos combustibles comunes
Aísla los incendios de Clase A fundiéndose a aproximadamente 170–200 °C. Los incendios de Clase A son causados por la quema de materiales combustibles comunes, como madera, papel o la mayoría de los plásticos.

### Quema de líquidos y gases
El polvo rompe la reacción en cadena de los fuegos de líquidos y gases al recubrir la superficie a la que se aplica. Estos incendios (Clase B en el sistema americano; Clases B y C en los sistemas europeo y australiano) incluyen la quema de gasolina, petróleo, propano y gas natural. Ideal para fuegos de líquidos aceitosos que no se pueden apagar con agua.

### Incendios eléctricos
Es seguro y efectivo para incendios eléctricos ya que no es conductor de electricidad. Los incendios que involucran equipos eléctricos activos (Clase C en el sistema estadounidense; Clase E en el sistema australiano) deben apagarse con equipos que no conduzcan su energía de regreso al usuario como es el caso del agua. La electricidad también puede provocar incendios de otras clases.

### Bombas de chimenea
Las bombas de chimenea son bolsas con cierre hermético u otras bolsas pequeñas llenas de polvo químico seco ABC. El personal del servicio de bomberos utiliza bombas de chimenea para ayudar a extinguir los incendios de las chimeneas. La creosota, que es el subproducto de la quema incompleta de madera (típicamente debido a la insuficiencia crónica del aire de combustión), se extingue por la reacción en cadena causada por las bombas de chimenea. Las bombas de chimenea funcionan primero al ser arrojadas directamente por una chimenea, donde al entrar en contacto con el fondo de la chimenea y el calor del fuego, explotan, liberando así el polvo. Luego, el tiro natural de la chimenea llevará el polvo químico seco por el eje de la chimenea, cubriendo así la creosota y eventualmente neutralizando el fuego. Puede ser necesario el uso de varias bombas de chimenea, dependiendo de la gravedad del incendio. Las bombas de chimenea también pueden ser efectivas si se abren y luego se dejan caer por la chimenea. Para que las bombas de chimenea sean efectivas, puede ser necesario primero destapar la chimenea.

## Usos inapropiados
El químico seco ABC no es apropiado para incendios de cloro u oxidantes. La reacción química resultante puede provocar una explosión o la descomposición de los productos químicos que liberan gases tóxicos. En ese caso, debe usarse agua.
El químico seco ABC es inapropiado para ciertos incendios de metales (Clase-D) y no posee una característica de saponificación y, por lo tanto, no debe usarse en incendios de Clase K. Se ha descubierto que la sustancia química seca ABC es eficaz para detener inicialmente la combustión de aceites o grasas, sin embargo, puede ser necesaria la reaplicación de una sustancia química seca adicional debido a la posibilidad de que los aceites o grasas se vuelvan a calentar hasta cerca o en su punto de inflamación. Un extintor de Clase K es más efectivo para controlar incendios que involucran principalmente aceites vegetales, ya que provoca un cambio químico en los aceites o grasas, lo que hace que sea mucho menos probable que se produzca un rebrote. Cuando no se dispone de un extintor de Clase K, se puede utilizar cuidadosamente un extintor de polvo químico seco ABC para controlar un incendio que involucre aceites o grasas para cocinar si el operador es consciente de la posible necesidad de volver a aplicar más productos químicos si los aceites o grasas se vuelven a encender. (Clase K).
Debido a las propiedades corrosivas del químico seco ABC, no se recomienda su uso cerca de aeronaves o equipos sensibles.
| Clase de fuego (Estados Unidos) | Símbolo geométrico |  | Pictograma | Uso previsto                    | Mnemotécnica    | Compatibilidad |
| ------------------------------- | ------------------ |  | ---------- | ------------------------------- | --------------- | -------------- |
| A                               |                    |  |            | Combustibles sólidos ordinarios | A de "Ash"      | Compatible     |
| B                               |                    |  |            | Líquidos y gases inflamables    | B de "Barril"   | Compatible     |
| C                               |                    |  |            | Equipo eléctrico energizado     | C de "Current"  | Compatible     |
| D                               |                    |  | (ninguno)  | Metales combustibles            | D de "Dinamita" | No compatible  |
| K                               |                    |  |            | Aceites y grasas                | K de "Kitchen"  | No compatible  |